# 310e régiment d'infanterie (France)
Pour les articles homonymes, voir 310e régiment.
Le 310e régiment d'infanterie (310e RI) est un régiment d'infanterie de l'Armée de terre française constitué en 1914 avec les bataillons de réserve du 110e régiment d'infanterie.
À la mobilisation, chaque régiment d'active créé un régiment de réserve dont le numéro est le sien plus 200.

## Création et différentes dénominations
- Août 1914 : 310e régiment d'infanterie
- Juin 1916 : dissolution

## Historique des garnisons, combats et batailles

### Première Guerre mondiale

#### Affectation
Affectations : Dunkerque, 102e brigade d'infanterie, 51e division d'infanterie, 1re région militaire, 4e groupe de réserve.
- 51e division d'infanterie d'août 1914 à juin 1916

#### 1914
Secteur de L'Aisne. (bataille de la Marne), Fort de la Pompelle.

#### 1915
Secteur de Reims.

#### 1916
Bataille de Verdun.
Le régiment est dissous en juin. Les soldats rejoignent les 208e régiment d'infanterie et le 273e régiment d'infanterie pour former leur 3e bataillons.

### Seconde Guerre mondiale
Le 26 mai 1940, le 225e régiment d'infanterie et le 310e régiment d'infanterie de la 68e division d'infanterie prennent position à Spycker pour couvrir l'embarquement des Français et des Anglais, le déclenchement de l’opération de rembarquement du Corps expéditionnaire Britannique (opération baptisée « Dynamo ») à Dunkerque. La 68e D.I comprend aussi le 341e régiment d'infanterie[réf. nécessaire].
Au 10 mai 1940, les bataillons 1, 2 et 3 étaient sur la ligne Maginot  du côté du Bois du Four , près de Longuyon. À la prise de Montmedy et pour éviter de se faire encercler, ils reculèrent en menant des combats d'arrière-garde. Finalement et comme ordonné, ils prirent position sur la Moselle au sud de Toul - Maron- où les engagements continuèrent jusqu'au 21 juin, date d'un premier cessez-le feu[réf. nécessaire]. Ils ne furent donc pas fait prisonniers mais se retrouvèrent tout de même enfermés à Toul, puis à Saint-Mihiel d'où beaucoup devinrent prisonniers de fait aux Stalags IB -1A en Prusse Orientale[Information douteuse]. 

## Drapeau
Il porte, cousues en lettres d'or dans ses plis, les inscriptions suivantes :
- Champagne 1915
- Verdun 1916
- Sur l'avers est inscrit : 3e Groupement de bataillons de Choc, commandos d'Afrique 1945-1952

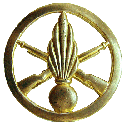
insigne de béret d'infanterie

## Décorations décernées au régiment
Sa cravate est décorée de la Croix de guerre 1914-1918  avec une étoile d'argent (une citation à l'ordre de la division).

## Sources et bibliographie
- Serge Andolenko, Recueil d'historiques de l'infanterie française, Paris, Eurimprim, 1969, 413 p. (OCLC 23418405)
- le 310e R.I